# Sphenops delislei
Sphenops delislei är en ödleart som beskrevs av  Fernand Lataste 1876. Sphenops delislei ingår i släktet Sphenops och familjen skinkar. Inga underarter finns listade i Catalogue of Life.